# Międzynarodowy Festiwal Filmów Frankofońskich w Namurze
Międzynarodowy Festiwal Filmów Frankofońskich w Namurze (fr.: Festival International du Film Francophone de Namur) – festiwal filmowy odbywający się w Namurze w Belgii od 1986 roku.